# 円戸由香
円戸 由香（えんど ゆか）は、埼玉県出身のフリーアナウンサー、タレント。

## 略歴
白百合学園中等部入学高等部中退。TBSの情報番組「ジャスト」でデビュー、テレビ埼玉「Ole! アルディージャ」の初代ナビゲーターを務めるなど、主にテレビ番組・スポーツや情報番組のレポーターやキャスターとして活躍している。

## 出演経歴
- Kabu24.TV（ブロードバンド放送） キャスター
- 中本賢のヨコハマガサガサ探検隊 (RF) BUNBUNリポーター
- いってらっしゃ〜い！ (RF) コーナーパソナリティ
- 快適！ズバリ(ANB) リポーター
- Ole！アルディージャ(TVS) ナビゲーター
- NATURAL TV(CS) ナビゲーター
- Bay-FM サマーキャンペーン(Bay-FM) リポーター
- Jプラス1(BSジャパン) リポーター
- ジャスト(TBS) リポーター
- Jリーグ中継(TVS) リポーター
- Jリーグ中継(CS/GTV) リポーター

## 資格・特技
- ジュニアベジタブル＆フルーツ マイスター
- アロマ検定 2級
- PADIオープンウォーター